# Eupithecia haworthiata
Eupithecia haworthiata (conocida en Europa como polilla de Haworth) es una especie de polilla de la familia Geometridae. La especie fue descrita por primera vez por Henry Doubleday habiendo sido descrita en 1857, con distribución en Eurasia. Cuenta con dos subespecies: Eupithecia haworthiata haworthiata y Eupithecia haworthiata transsylvanaria (Dannehl, 1933).

## Distribución
El área de distribución de la polilla se extiende desde Europa meridional y Europa Occidental hasta Asia menor y desde el Cáucaso hasta las zonas del Paleártico y el Río Amur. Se ha descrito con detalle en los Alpes hasta los 1800 metros (5905,5 pies), en los Apeninos hasta los 1400 metros (4593,2 pies) y en la península balcánica hasta los 1500 metros (4921,3 pies) sobre el nivel del mar. Habita principalmente en bosques sombreados, bordes de bosques, claros y parques tupidos de tierras de tiza y caliza.

## Descripción
E. haworthiata es una polilla pequeña con una envergadura de 14 milímetros (0,6 plg) y con un ápice bastante redondeado. El color de fondo de las alas anteriores es pardo grisáceo a marrón grisáceo. Se destacan algunas líneas transversales brillantes que están dispuestas en pares.: Notas 1  Carece de una mancha central. Hay una mancha discal muy tenue en las alas posteriores. El color de los primeros segmentos abdominales es amarillo intenso, naranja o rojizo. Esta característica distingue a las mariposas de otras especies Eupithecia: la llamativa mancha naranja en la parte anterior del abdomen dorsalmente.
Tiene gran similitud con dos especies, Eupithecia plumbeolata y Eupithecia valerianata, pero ninguna de estas tiene el tinte rojizo o amarillo en los segmentos basales del abdomen.
Las orugas son cortas y gruesas. Mientras viven en los brotes de la planta huésped, tienen un color verde blanquecino y muestran líneas longitudinales oscuras. Inmediatamente antes de la pupación adquieren un color marrón rojizo oscuro.
A veces las vainas de las alas de color verdoso sobresalen de la pupa de color marrón rojizo. El cremaster está equipado con ocho cerdas muy cortas. El huevo es ligeramente alargado, esférico en un polo y ligeramente aplanado en el opuesto.

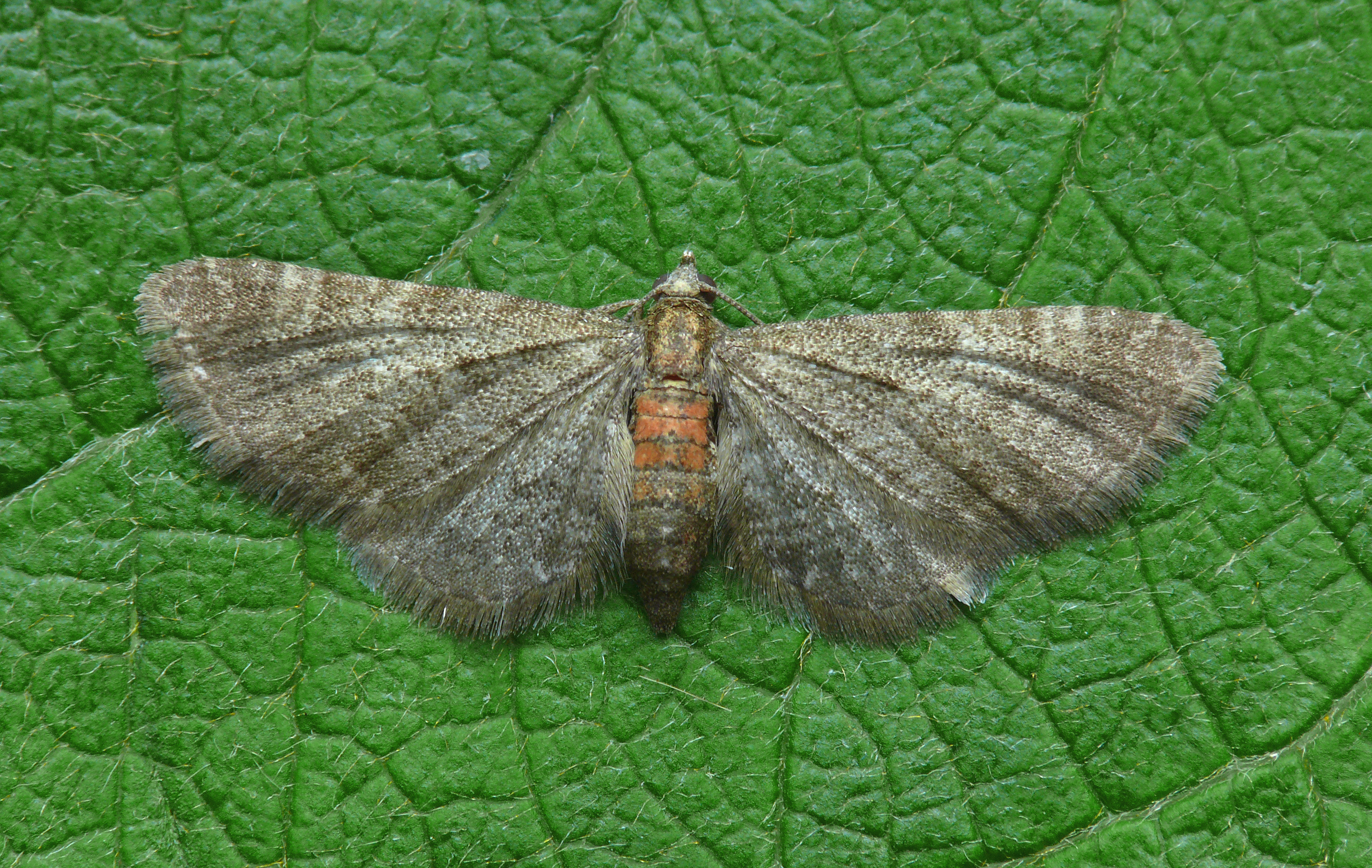
Espécimen de Worcestershire

## Ciclo de vida
La polilla vuela de abril a agosto, según la zona. Las orugas se alimentan de Clematis vitalba y especies cultivadas de Clematis, fácilmente detectable por los agujeros redondos que produce en la hoja. La oruga joven excava en los capullos de las flores y los come desde adentro, mientras que las orugas maduras comen más flores y capullos desde afuera. La pupa hiberna y, a menudo, pasa 2 o incluso 3 inviernos en este estado.